# 海峡交流基金会
海峡交流基金会（かいきょうこうりゅうききんかい、略称：海基会、SEF）は、中華民国（台湾）政府の対中交渉窓口機関である。
大陸委員会所管。中華人民共和国（中国大陸の中国共産党政権）側のカウンターパートは海峡両岸関係協会（海協会）。
1987年に台湾住民の中国訪問が解禁され、台中両国間の民間交流が進展したのに伴い、1990年11月21日に発足、1991年3月9日に財団法人化した。2010年6月には、海協会との間の事実上の中台トップ会談で、「中台自由貿易協定(FTA)」に相当する両岸経済協力枠組協議（ECFA）を締結した。

## 主要な出来事
- 1991年3月9日：海基会設立。初代董事長に辜振甫・全国工商協進会董事長（日本の経団連会長に相当）が就任。
- 1991年12月16日：海協会設立。初代会長に汪道涵・元上海市長が就任。
- 1992年10月：海基会と海協会の代表者が香港で会談。この中で「双方とも『一つの中国』は維持しつつ、その意味の解釈は各自で異なることを認めること」（いわゆる「一中各表」）について議論がなされ、暗黙の合意が成立したとされる（92コンセンサス参照）。
- 1993年4月27日～29日：海基会・辜振甫董事長と海協会・汪道涵会長による初の中台トップ会談がシンガポールで実現（第一次辜汪会談）。両岸の公文書査証事務、郵便の取扱い等で合意。
- 1994年1月31日～2月5日、同年8月4日～8月7日：海基会・焦仁和副董事長と海協会・唐樹備常務副会長が北京と台北で会談。この後、第二次辜汪会談に向けた準備交渉が始まる。
- 1995年6月：李登輝総統が訪米したことに中国側が猛反発、同年秋予定の第二次辜汪会談が流れる。
- 1996年3月：台湾側が台湾総統選挙を初めて直接選挙で実施することに中国側が猛反発、人民解放軍が基隆沖など台湾近海にミサイルを発射する軍事演習を実施（台湾海峡ミサイル危機）。
- 1997年7月：香港返還を契機に、交渉再開に向けて動き出す。
- 1998年10月14日～18日：辜董事長が訪中、上海で汪会長と再び会談（第二次辜汪会談）、北京で江沢民・中国共産党中央委員会総書記とも対面。台湾側は「二つの対等な政治実体」による協議、武力行使の放棄、政治の民主化を要求し、激しく対立。「対話の強化」「人的交流の促進」の基本的原則の合意にとどまる。
- 1999年7月：李登輝総統が両岸関係を「特殊な国と国の関係」と定義したことに中国側が猛反発（二国論参照）。汪会長の年内訪台予定が流れる。
- 2000年3月：台湾の台湾総統選挙で、「国民投票による台湾共和国建設」を党綱領に掲げる民進党の陳水扁が当選。以後、両岸交渉はほぼ中断する（対照的に、後に政権を奪還する中国国民党と中国共産党の党間交流・政策協議は進展した）。
- 2008年3月：台湾の台湾総統選挙で、「92コンセンサスを基礎とする両岸交流」を掲げる国民党の馬英九が当選。
- 2008年6月3日：海基会を所管する国務院台湾事務弁公室主任（閣僚級）に、外交官の王毅駐日大使が就任。
- 2008年6月12日：海基会・江丙坤董事長と海協会・陳雲林会長が北京で15年ぶりのトップ会談（第一次江陳会談）。週末直航チャーター便の運行、中国住民の台湾旅行枠拡大、双方の常設連絡事務所（領事館に相当）の設置などについて合意した。
  - 江董事長が胡錦涛中国共産党総書記との会談で「台湾側は、世界貿易機関（WTO）、アジア太平洋経済協力会議（APEC）を例として、国際組織への実務的な加盟を希望し、世界保健機関（WHO）への加盟を目標としている」と迫ると、胡総書記は「国際社会での活動空間において、双方が共同で努力し条件を作ることについては、両岸間は話し合いを行う価値がある」と応じた（2009年5月、WHO年次総会への台湾のオブザーバー参加が認められた）。
  - 第一次江陳会談後、日本の外務省が「両岸関係者による対話の再開を歓迎する」との外務報道官談話を発表[1]。
  - 江董事長は、8月25日から訪日、第一次江陳会談について日本の政財界関係者らに説明した。
- 2008年9月：台湾側が中国の四川大地震の被災地復興支援のため、海基会を通じて海協会に2億7000万台湾元（約9億円）を寄付。
- 2008年10月19日：海協会・張銘清副会長が学術交流名目で、厦門大学新聞伝播学院院長の肩書きで訪台。同月21日、台南市の孔子廟を訪れた際、中国の汚染粉ミルク問題などに抗議する野党民進党支持者ともみ合いとなり、転倒する事件が発生。翌日、張副会長は予定を切り上げて帰国した。
- 2008年11月4日：江董事長と陳会長が台北でトップ会談（第二次江陳会談）。三通の実現、食品安全協議などで合意。
  - 「台湾の矮小化」を危惧した抗議活動グループと警察側が激しく衝突し、陳会長は民進党支持者の多い南部への訪問を取りやめた。会談後、デモ鎮圧などに抗議する学生らの座り込み運動が草の根的に広がった（野苺学生運動）。
  - 会談では、中国側からつがいのパンダを贈り、台湾側からも希少なシカなどを贈ることで合意（2008年12月23日、つがいのパンダが台湾に到着）。パンダの贈呈は2005年4月に胡総書記が連戦国民党名誉主席に約束していたが、陳総統がワシントン条約に抵触するなどとして反対していた。
  - 陳会長は馬総統と数分面会しただけで、実質的な会談は実現しなかった。陳会長が馬総統を「総統」ではなく「あなた」と呼んだ。
  - 台湾聯合報の世論調査によれば、今回のトップ会談を「台湾にとって有利」と答えた人は52％、「不利」は18％。両岸関係の将来については「徐々に独立すべき」の回答率が前年同月比7ポイント上昇した。
  - 江董事長は、12月4日から訪日、第二次江陳会談について日本の政財界関係者らに説明した。
- 2009年1月7日：江董事長が中国に進出している台湾企業を視察するため、広東省を訪問。深圳で陳会長と会談。
- 2009年4月6日：海協会・安民副会長が中国の経済貿易交流視察団の率いて台湾を訪問。
- 2009年4月26日：江董事長と陳会長が南京でトップ会談（第三次江陳会談）。金融機関の相互進出、中台直航便の定期便化、犯罪捜査・司法協力で合意。
- 2009年7月27日：海協会の新聞交流団（団長：楊毅・国務院台湾事務弁公室新聞局長）がメディア交流のため訪台。
- 2009年12月22日：江董事長と陳会長が台中でトップ会談（第四次江陳会談）。両岸経済協力枠組協議（ECFA）の正式議題化に合意。
- 2010年6月29日：江董事長と陳会長が重慶でトップ会談（第五次江陳会談）。両岸経済協力枠組協議（ECFA）の締結に合意。
- 2010年12月21日：江董事長と陳会長が台北でトップ会談（第六次江陳会談）。医薬衛生協力協定に合意。
- 2011年1月6日：ECFAの実務交渉機関として「両岸経済協力委員会」を設置、中台双方の次官級が参画し定期的に会合をもつことに。

## 歴代董事長（理事長）
1. 辜振甫（1990年－2005年1月3日）
2. 張俊雄（2005年1月4日－2007年6月28日）
3. 洪奇昌（2007年6月29日－2008年5月20日）
4. 江丙坤（2008年5月26日－2012年9月）
5. 林中森（2012年9月－2016年5月[2]）
6. 田弘茂（2016年9月[3]－2018年3月）
7. 張小月（2018年3月－2020年6月）
8. 李大維（2020年6月－2020年8月）
9. 許勝雄（2020年8月－2023年1月）
10. 李大維（2023年1月－2024年6月）
11. 鄭文燦（2024年6月－2024年7月[4]）